# Ель тянь-шаньская
Ель тянь-ша́ньская, или Ель тяньша́нская, или Ель тянша́нская (лат. Picea schrenkiana subsp. tianschanica) — хвойное дерево, подвид ели Шренка.
Основная и естественная область распространения находится в Центральной Азии, в горных системах Тянь-Шаня и Джунгарского Алатау на территории Кыргызстана и Казахстана (Восточный Тянь-Шань, Терскей-Алатау, отроги горы Баскаркара). Произрастает на высотах 1300—3600 м над уровнем моря.

## Ботаническое описание
Деревья достигают 60 метров в высоту. Диаметр ствола достигает 2 метров. Средняя продолжительность жизни около 250—350 лет. Кора коричневого цвета. Крона цилиндрическая или узко пирамидальной формы. Корневая система поверхностная. Помимо обычных корней есть якорные корни — такой корень, в отличие от питающих корней, наткнувшись в почве на крупный камень или выступ скалы, не отворачивает в сторону, а наоборот, растёт под него, загибается и таким образом заякоривает растение.
Иглы хвои расположены радиально, направлены вперёд, прямые или слегка изогнутые, в поперечном сечении ромбические.
Шишки зелёного или фиолетового цвета, цилиндрической формы, длиной от 6 до 11 см, в диаметре 2,5—3,5 см. Размножается семенами, которые разносятся ветром. Созревают в сентябре — октябре. Начало размножения происходит в возрасте от 10 до 60 лет (в зависимости от условий произрастания).
В отличие от других хвойных пород, в хвое тянь-шаньской ели в зимнее время вырабатывается витамин С.

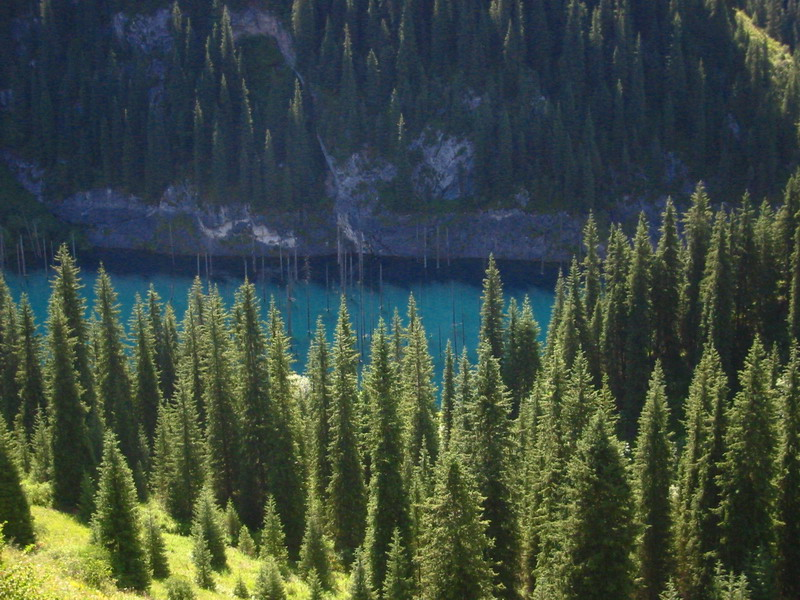
Лес из тянь-шаньских елей и елей Шренка
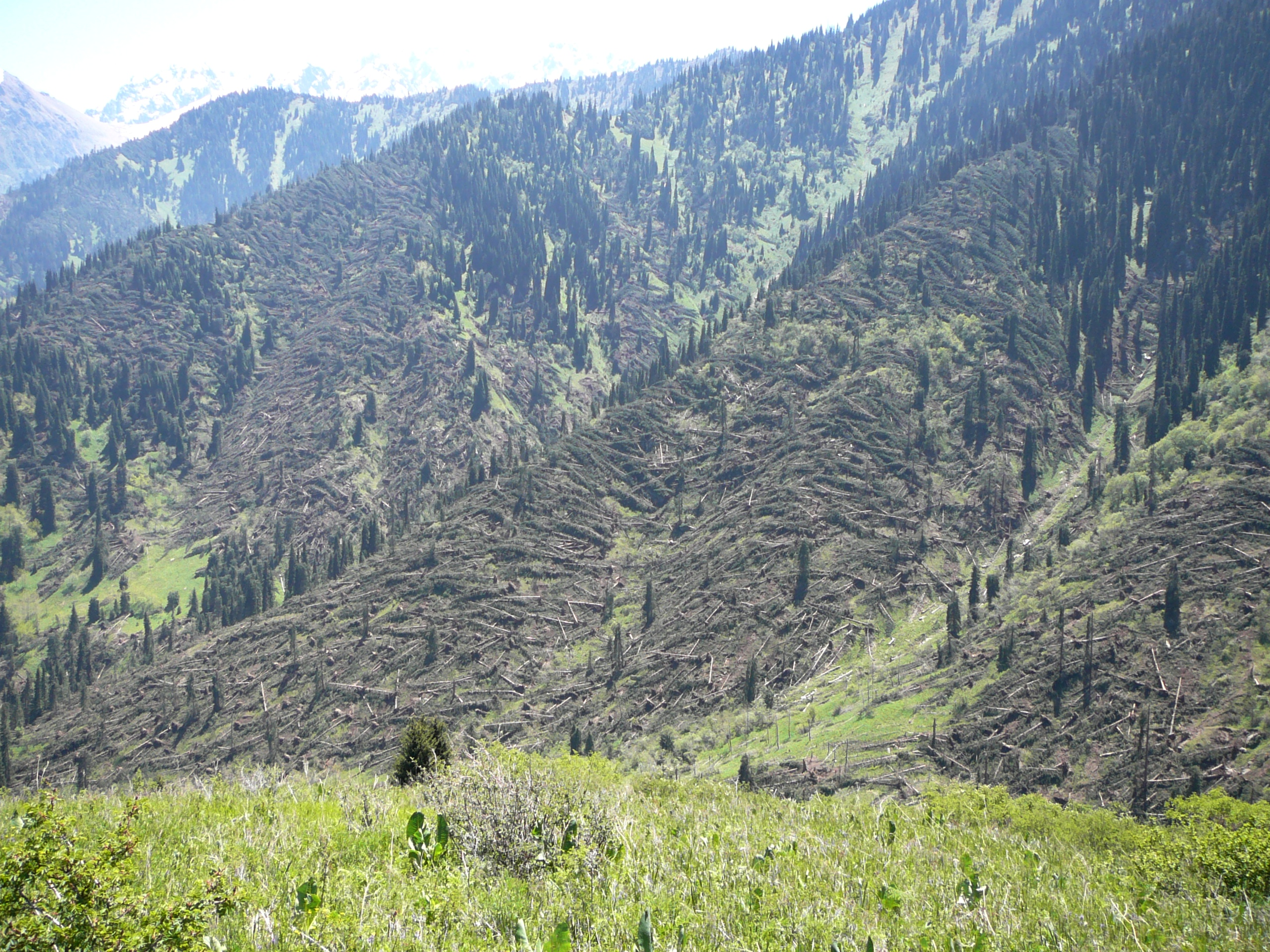
Поваленные деревья в окрестностях Медео. Последствия ураганов в мае 2011-го.
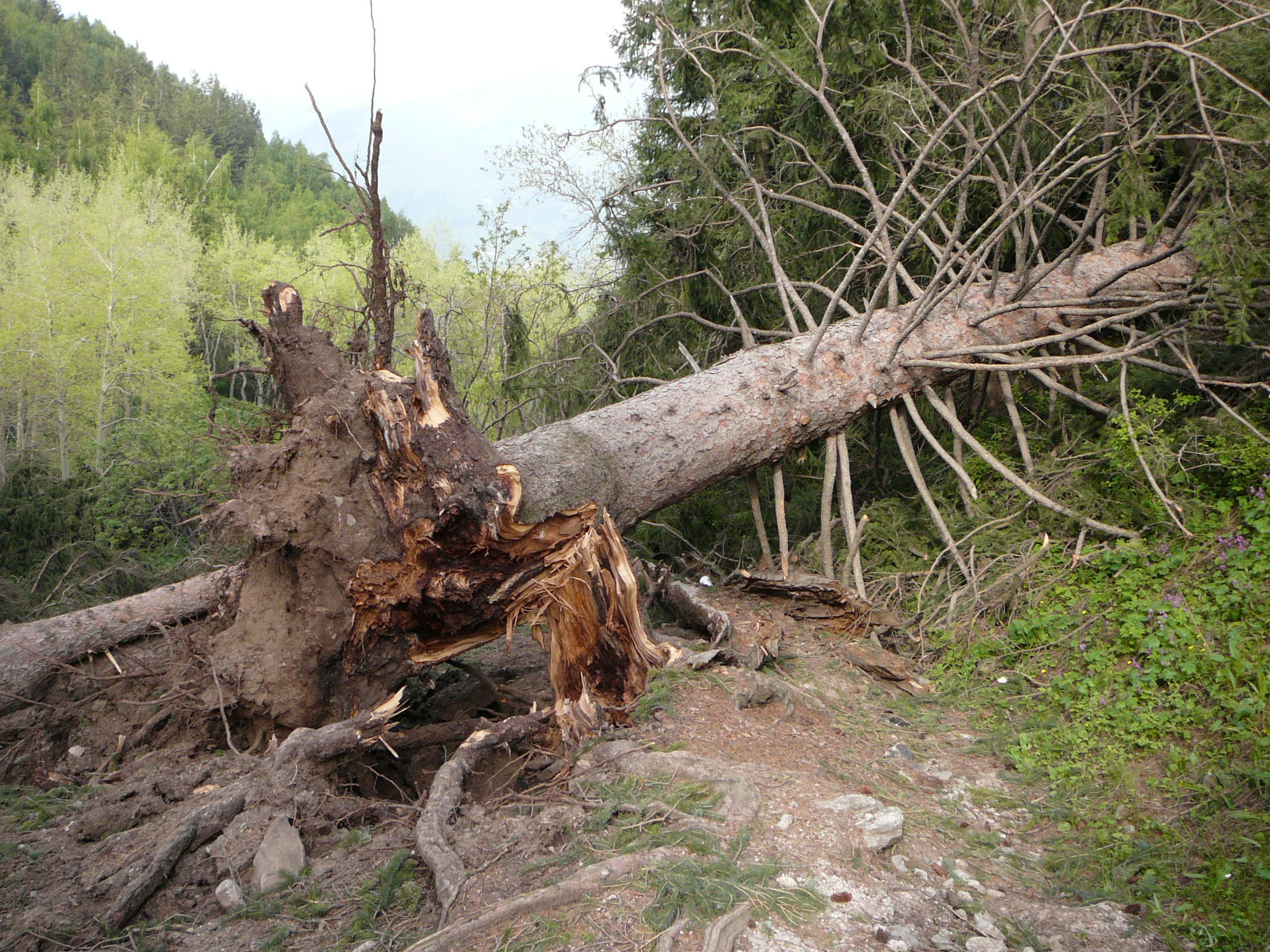
Поваленная тянь-шаньская ель в окрестностях Медео. Последствия ураганов в мае 2011-го

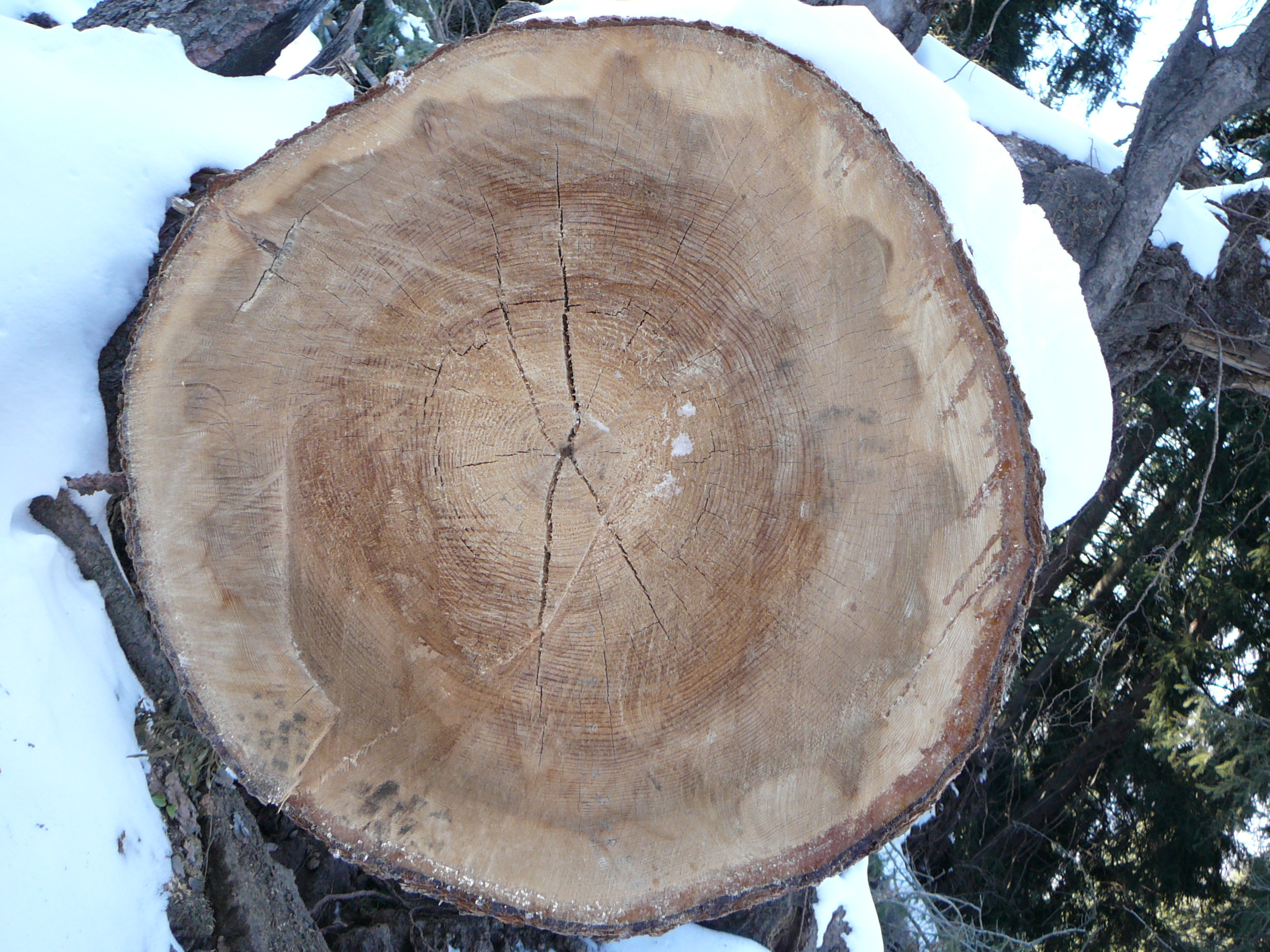
Срез ствола 132-летней тянь-шаньской ели, упавшего после урагана. Диаметр ствола на расстоянии одного метра от основания — 80 сантиметров. Окрестности Медео

## Использование
В Средней Азии является ценным источником древесины. Древесина используется в строительстве, для изготовления столбов, служит сырьём для производства бумаги.
Кора может служить источником дубильных веществ.
Культивируется как декоративное растение для озеленения парков.

## История нахождения и использования
Основным материалом для строительства города Верного (сейчас Алма-Ата), основанного в 1854 году, была древесина. Дома из древесины тянь-шаньской ели долговечны. Строители начали активно использовать древесину дерева, сокращая площадь лесов. Городской голова запретил использовать тянь-шаньскую ель. После землетрясения 1887 года, когда сила толчков составляла 8 баллов по шкале Рихтера, постройки из тянь-шаньской ели оказались повреждены менее других. Тогда в городе снова стали использовать древесину в строительных целях. Алматинский заповедник был создан в 1931 году в целях сохранения, кроме прочего, этого вида елей. В течение XX столетия ельников стало больше.